# Kopanina
Kopanina är en kulle i Tjeckien.   Den ligger i regionen Mellersta Böhmen, i den centrala delen av landet, 60 km nordost om huvudstaden Prag. Toppen på Kopanina är 372 meter över havet.
Terrängen runt Kopanina är huvudsakligen platt. Runt Kopanina är det ganska glesbefolkat, med 38 invånare per kvadratkilometer. Närmaste större samhälle är Mladá Boleslav, 16,2 km väster om Kopanina. Trakten runt Kopanina består till största delen av jordbruksmark.